# Șard
Șard – wieś w Rumunii, w okręgu Alba, w gminie Ighiu. W 2011 roku liczyła 2208 mieszkańców.